# Grand-Bassam
Grand-Bassam este o comună din regiunea Sud-Comoé, Coasta de Fildeș.